# Idi Amin Dada

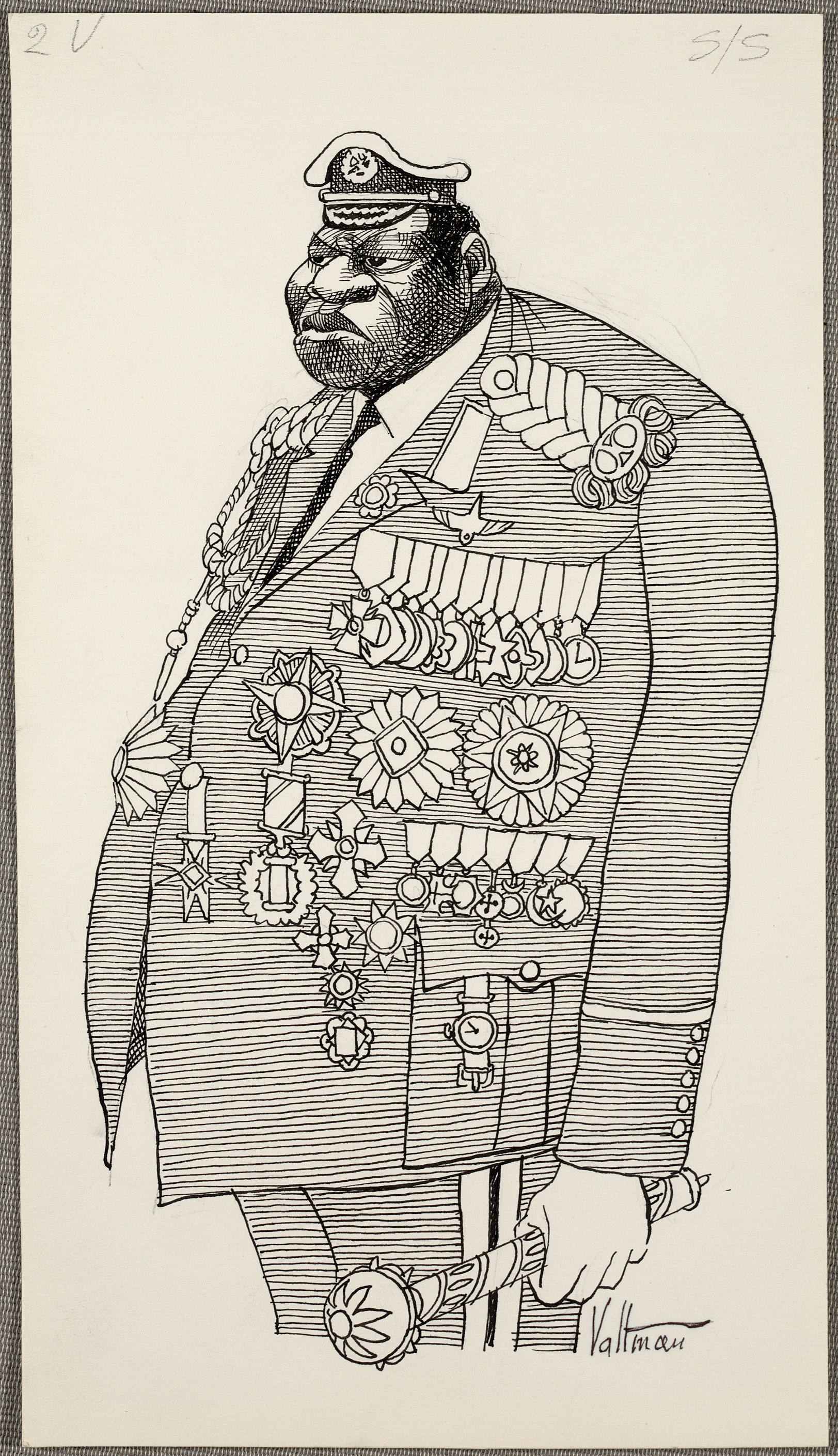
Idi Amin-karikatúra

Idi Amin Dada Oumee (Koboko, 1928. május 27. – Dzsidda, 2003. augusztus 16.) ugandai katona, a Brit Birodalmi Haderő tisztje, majd Uganda hadseregének tábornoka, 1971-től 1979-ig Uganda elnöke. A 20. századi történelem egyik legismertebb zsarnoka, vezetése alatt országában százezrek haltak meg kegyetlenkedései miatt.

## A gyarmati hadseregben
Idi Amin édesapját Andreas Nyabire-nak hívták, a Kakwa nevű afrikai törzsből származott. Eredetileg római katolikus volt, majd 1910-ben áttért az iszlám hitre és felvette az Amin Dada nevet. Édesanyja bizonyos Assa Aatte volt, aki a Lugbara törzsből származott, amely egy közép-szudáni eredetű nép. Amin sosem beszélt életéről, illetve nem is írt, mint más politikusok. Szülővárosaként leggyakrabban a kongói határ mellett fekvő Kobokót említik, ám egyik fia, Husszein szerint édesapja Kampalában, a fővárosban született 1928-ban.
1946-ban beállt a Király Afrikai Lövészezrede elnevezésű brit gyarmati ezredbe. Először mindössze szakácsként szolgált, de – nem utolsósorban hatalmas termetének, és a parancsok iránt tanúsított feltétlen engedelmességnek köszönhetően – őrnagyi, majd az ugandai hadsereg parancsnoki tisztségéig jutott el. Már a brit hadseregben kétes ügyei voltak: kenyai törzsi harcosok tucatjait lövette agyon, és holttestüket a hiénák elé vetette. A marhatolvajlással gyanúsítottak szóra bírása érdekében pedig több férfi nemi szervét vágta le. Sir Walter Coutts kormányzó hiába tájékoztatta Milton Obotét, akiről már sejthető volt, hogy a függetlenedő Uganda miniszterelnöke lesz, a függetlenedéssel kapcsolatos zűrzavaros helyzetben inkább eltussolták az ügyeket.

## Út a hatalom felé
1962. október 9-től őrnagy, majd miután az utolsó brit katonák is elhagyták Ugandát, ezredesnek léptették elő, így részt vehetett ugyanis az Obote-kormány ülésein. 1966-ban Obote az ő segítségével megdöntötte a bugandai kabaka uralmát, és előbb dandártábornok, majd később már vezérezredes lett. 1971. január 25-én egy katonai puccs során magához ragadta a hatalmat Milton Obotétól, miközben Obote Szingapúrban tartózkodott a Nemzetközösség Miniszterelnökeinek Konferenciáján. A brit hírszerzők állítólag előre tudtak az akcióról. A puccs népszerű volt a szocialista Obotétól tartó kereskedők körében.

## A diktátor
A britek és az izraeliek üdvözölték a puccsot – előbbiek a szocialista Obotétól tartottak, utóbbiak örültek, hogy muzulmán szövetségesük akad. Nem támogatta azonban Obote két szövetségese, Tanzánia vezetője, Julius Nyerere és Zambia vezetője, Kenneth Kaunda. Ügyes húzásként a még mindig népszerű kabaka holttestét hazahozatta, és szülőföldjén eltemettette.
Amikor Tanzánia bombázása érdekében repülőgépeket kért Móse Daján izraeli hadügyminisztertől, és az elutasította a kérést, Izraeltől elhidegült. Ugyanígy elfordult a brit szövetségeseitől is. Moammer Kadhafi, Líbia vezetője lett új szövetségese. Skóciának ugyanakkor nagy rajongója maradt, a skót függetlenné válást pártolta volna. Bukása előtt Skócia királyának nevezte ki magát.
1972. augusztus 5-én kiutasította az országból az összes ázsiai származású lakost. Ekkor az ázsiaiaké volt az ország vállalkozásainak 85%-a. Bár az ázsiaiaknak minden tulajdonuk hátrahagyásával kellett távozniuk az országból, ez a döntés romba döntötte az ugandai gazdaságot. A cukorgyártás leállásával a cukorimport jócskán megnőtt, az infláció hatalmasra duzzadt, a turizmus pedig leállt.
Ekkorra már valószínűleg a hipománia nevű személyiségzavarban szenvedett, ami paranoiával, szkizofréniával, időnként idegbénulással járt. Az izraeli sportolók 1972-es, a müncheni olimpián történt lemészárlását követően a palesztinokat méltató levelet küldött Kurt Waldheimnek, az ENSZ akkori főtitkárának, amelyben egyben Adolf Hitlert is felmagasztalta. 1973-ban, a jom kippuri háborúban arab győzelmet vizionált, és erőteljesen kiállt Palesztina függetlensége mellett.
1976-ban az izraeliek visszavágtak az őket ért sérelmekért. Amikor palesztin terroristák eltérítették az Air France tel-avivi járatát, és a foglyokkal Ugandába repültek, Amin barátságosan fogadta őket, és ugandai katonákat rendelt a védelmükre. Az izraeli hadsereg egy rohamosztaggal készült a túszmentésre, mely hamarosan Kenyát érintve elindult Entebbe felé. A terroristákat könnyen ártalmatlanná tették, míg az ugandaiakat heves közelharcban verték vissza, és a túszokat kiszabadították.
Kiszámíthatatlan és zavaros viselkedését csak fokozta alkoholizmusa. Különösen kedvelte a kakaópálinkát, amiből rengeteget fogyasztott.
1977 és 1979 között az „Őméltósága Al-Hajji Doktor Idi Amin Dada, Tábornagy, Örökös Elnök, VC, DSO, MC, Minden Földi Vadak és Minden Tengerek Halainak Ura, az afrikai Brit Birodalom, és különösképpen Uganda Meghódítója” címet adományozta magának. Számos állam tiltakozása ellenére az afrikai államok szolidaritását hirdető pán-afrikai Afrikai Egységszervezet 1975-ben elnökévé választotta.
Egy Ugandán belüli nézeteltérés, valamint Aminnak azon kísérlete, hogy bekebelezze Tanzánia Kagera tartományát, ahhoz vezetett, hogy Uganda és Tanzánia között 1978-ban háború tört ki, amely 1979-ben Amin rezsimjének bukásához vezetett. A despota ezek után Líbiába repült, majd – miután Kadhafi lányának molesztálása miatt Líbiából mennie kellett – 1981-ben Szaúd-Arábiába települt át, ahol 2003-ban bekövetkezett haláláig élt száműzetésben. Amint és rezsimjét több játékfilm is megörökítette, így a General Idi Amin Dada: A Self Portrait (1974), a Rise and Fall of Idi Amin (1980) és Az utolsó skót király (2006) című filmek is.
Amin vitathatatlanul nagy tehetséget tudott felmutatni a harmonikázás terén. Az általa rendezett ünnepségeken gyakran tartott előadásokat.

## Népirtás és gyilkosságok
Uralkodását az emberiesség elleni bűncselekmények, politikai elnyomás, etnikai tisztogatás, a tömeges, bírósági ítélet nélküli kivégzések, valamint az indiaiak Ugandából történő kitoloncolása jellemezte. A mai napig nem tisztázott, hányan vesztették életüket Amin rezsimje alatt; a különböző becslések 100-500 ezer között mozognak. Különösen az Obotét támogató alcsoli és langi törzs körében végzett népirtást, de mivel e törzs tagjai között a név gyakran O-val kezdődik, sok embert pusztán a neve miatt öltek meg. 
Husszein Szulejmán dandártábornok fejét egy hűtőszekrényben tárolta sok más ellenségének fejével együtt, amiket megrémítés gyanánt másoknak is megmutatott. Egyeseket arra kényszerített, hogy hatalmas kalapácsokkal egymást verjék agyon, egyesekre ő maga ugrott rá, és roppantotta össze mellkasukat hatalmas súlyával. A holttestek kiadásáért váltságdíjat kért. Janani Luwum ugandai érseket maga lőtte le, Bob Astles őrnagyot is ő kínozta meg, annak ellenére, hogy korábban ő intézte a diktátor propagandaügyeit; például egyszer négy fehér üzletember vitte Amint gyaloghintón, amivel azt demonstrálták, hogy a fekete ember győzött a fehér felett. A hintó hordóinak egyikét, Robert Scanlont aztán kalapáccsal agyonverték, mert összekülönbözött a diktátorral. Egy másik brit, Bruce Mackenzie repülőgépén az Amintól kapott oroszlánfej robbant fel.

## Magánélete
Amin poligám életmódot folytatott, összesen hat felesége volt, bár háromtól időközben elvált. Első két feleségével, Malyamúval és Kay-jal 1966-ban kötött házasságot. 1967-ben egy Nora, 1972-ben pedig egy Nalongo Mandina nevű asszonnyal kelt egybe. 1974. március 26-án az állami rádió is közzétette házasságának felbomlását Norával, Malyamúval és Kay-jel. Malyamút később le is tartóztatták Kenyába történő csempészet vádjával, Kay pedig titokzatos körülmények között meghalt, holttestére több darabban találtak rá. Nora 1979-ben Zairéba menekült, további sorsa ismeretlen.
Amin 1975-ben, pazar (mintegy kétmillió fontba kerülő) esküvő keretében vette nőül Sarah Kyolaba go-go táncosnőt. A menyegzőn az Aminnal jó viszonyt ápoló Jasszer Arafat is részt vett. Sarah korábbi barátjának, egy Jesse Gitta nevű férfinak rejtélyes módon nyoma veszett, amikor a lány megismerkedett Aminnal, s ma sem tudni vajon megölték-e, vagy esetleg bebörtönözték. Sarah négy gyermeket szült Aminnak. Később az asszony Londonban élt tovább fodrászként.
Amin utolsó feleségével, Chumarúval és kilenc gyerekével 1993-ig élt együtt. Ekkoriban született meg Iman nevű lánya, aki a legfiatalabb gyermeke volt. 2003-ban, halála előtt állítólag Amin még kötött egy házasságot, de erről nincsenek megbízható adatok.
Aminnak számos ágyasa, illetve alkalmi kapcsolata volt, amelyekből szintén születtek utódai. A diktátornak életében mintegy 54 gyermeke született. Sarah-tól származó Faisal nevű fia 2007-ben börtönbe került Nagy-Britanniában egy gyilkosságban játszott szerepe miatt. Legidősebb fia, Taban Amin egy ugandai fegyveres mozgalomban játszott vezető szerepet, de végül kiegyezett a kormánnyal. Egy másik fia, Jaffar Amin könyvet írt apjáról, amelyben szerette volna a diktátor egy másik oldalát megmutatni mint érző családapát, anélkül persze, hogy az általa elkövetett szörnyűségeket tagadná, esetleg bagatellizálná.
Bár egyesek azt híresztelték róla, hogy kannibál, sőt tett olyan kijelentéseket, hogy szívesen enne emberhúst, erre azonban nincs semmilyen bizonyíték. Amin leginkább a sült csirkét, tápiókát és köleskenyeret szerette enni, délutánonként pedig teázott. Kifejezetten imádta a citrusféléket, elsősorban a narancsot, amiből olykor hatalmas adagokat fogyasztott el egy-egy nap. Emiatt később szaúd-arábiai száműzetése alatt ráragadt a "Dr. Jaffa" gúnynév.